# Schneidegraben
Der Schneidegraben ist ein Meliorationsgraben im Landkreis Teltow-Fläming im Land Brandenburg, der über den Mellensee in den Nottekanal entwässert.

## Verlauf
Der Graben beginnt in einem Waldgebiet südöstlich von Kummersdorf-Gut, einem Ortsteil der Gemeinde Am Mellensee. Er fließt zunächst vorzugsweise in nördlicher Richtung, unterquert dabei die Kreisstraße 7225 und verläuft auf einer Länge von rund 3,2 km östlich der Wohnbebauung von Kummersdorf-Gut in den am Wohnplatz Mönninghausen liegenden Mönnigsee. Am nördlichen Ufer tritt der Graben wieder aus und mündet nach weiteren 900 Metern in den nördlich gelegenen Neuendorfer See. Rund 130 m zuvor entwässert von Osten kommend der Schlaggraben 0068 in Höhe des Sperenberger Ortsteils Fernneuendorf sowohl in den Schneidegraben wie auch anschließend in den Neuendorfer See.
Der Graben durchfließt anschließend den Krummen See und fließt an seinem nordwestlichen Ufer im südlichen Teil von Sperenberg durch den Ort. Im weiteren Verlauf schwenkt er in nordwestliche Richtung und verläuft auf einer Länge von rund 2,48 km in Richtung des Ortsteils Kummersdorf-Alexanderdorf. Von Westen fließt dabei der Pichergraben aus dem Schumkesee zu. Der Schneidegraben durchquert den Ortsteil und verläuft rund 1,6 km in nördlicher Richtung. Dort fließt im Bedarfsfall nach Westen Wasser über den Jährlingsgraben ab. Der Graben schwenkt erneut, dieses Mal in nordöstlicher Richtung, passiert dabei den Ortsteil Rehagen der Gemeinde Am Mellensee und fließt nach weiteren 1,8 km in östlicher Richtung im Gemeindezentrum der Gemeinde Am Mellensee in den Mellensee.